# Liste der Infrastrukturminister von Thüringen
Dieser Artikel enthält eine Liste der Infrastrukturminister von Thüringen.

## Infrastrukturminister Thüringen (seit 1992)
| Name                                              | Amtsantritt                         | Kabinett                            | Partei                              |
| Minister für Wirtschaft und Verkehr               | Minister für Wirtschaft und Verkehr | Minister für Wirtschaft und Verkehr | Minister für Wirtschaft und Verkehr |
| ------------------------------------------------- | ----------------------------------- | ----------------------------------- | ----------------------------------- |
| Jürgen Bohn                                       | 11. Februar 1992                    | Kabinett Vogel I                    | FDP                                 |
| Minister für Wirtschaft und Infrastruktur         |                                     |                                     |                                     |
| Franz Schuster                                    | 30. November 1994                   | Kabinett Vogel II                   | CDU                                 |
| Minister für Wirtschaft, Arbeit und Infrastruktur |                                     |                                     |                                     |
| Franz Schuster                                    | 1. Oktober 1999                     | Kabinett Vogel III                  | CDU                                 |
| Jürgen Reinholz                                   | 6. Juni 2003                        | Althaus I                           | CDU                                 |
| Minister für Bau und Verkehr                      |                                     |                                     |                                     |
| Andreas Trautvetter                               | 8. Juli 2004                        | Althaus II                          | CDU                                 |
| Minister für Bau, Landesentwicklung und Medien    |                                     |                                     |                                     |
| Gerold Wucherpfennig                              | 8. Mai 2008                         | Althaus II                          | CDU                                 |
| Minister für Bau, Landesentwicklung und Verkehr   |                                     |                                     |                                     |
| Christian Carius                                  | 4. November 2009                    | Lieberknecht                        | CDU                                 |
| Minister für Infrastruktur und Landwirtschaft     |                                     |                                     |                                     |
| Birgit Pommer                                     | 5. Dezember 2014                    | Ramelow I                           | Die Linke                           |
| Benjamin-Immanuel Hoff kommissarisch              | 26. November 2019                   | Ramelow I                           | Die Linke                           |
| Klaus Sühl kommissarisch                          | 5. Februar 2020                     | Kemmerich                           | Die Linke                           |
| Benjamin-Immanuel Hoff kommissarisch              | 4. März 2020                        | Ramelow II                          | Die Linke                           |
| Susanna Karawanskij                               | 9. September 2021                   | Ramelow II                          | Die Linke                           |
| Minister für Digitales und Infrastruktur          |                                     |                                     |                                     |
| Steffen Schütz                                    | 13. Dezember 2024                   | Voigt                               | BSW                                 |